# Jeg skriver tingene ned
Jeg skriver tingene ned er en dansk dokumentarfilm fra 2009 instrueret af Christian Holten Bonke.

## Handling
Denne artikel mangler et handlingsreferat. Hjælp os med at skrive det.